# وسام الثورة 1979
وسام الثورة صدر بموجب القانون 97 بتاريخ 12 يوليو، 1971. وهو على درجتين أولى، وثانية. يمنح للذين ساهموا مساهمة فعلية في ثورة 30-17 تموز 1968، ولمن يقدم خدمة جليلة ونافعة للجمهورية العراقية والأمة العربية

## إلغاؤه
أُلغي هذا القانون بموجب المادة الرابعة، من القانون المرقم (51) في 27 مايو، 1981. 